# 비엔나전투 1683
비엔나전투 1683(폴란드어: Bitwa pod Wiedniem, 이탈리아어: 11 settembre 1683)은 2012년 10월 12일에 개봉한 폴란드와 이탈리아의 합작 영화로서 빈 전투를 배경으로 한 영어 역사 드라마 영화이다. 감독은 렌조 마티넬리.